# Ashnikko
Ashton Nicole Casey (Oak Ridge, 19 de febrero de 1996), más conocida como Ashnikko, es una cantante, compositora y rapera estadounidense. Saltó a la fama con su canción ‹Stupid›, grabada con Yung Baby Tate, que ganó popularidad viral en la plataforma TikTok y fue certificado oro en los Estados Unidos y Canadá. En 2020, sacó su canción «Daisy» que arrasó en redes durante el confinamiento y la hizo más famosa. El primer mixtape de Ashnikko, Demidevil, fue lanzado en enero de 2021 y generó el sencillo «Slumber Party», en el que la acompaña Princess Nokia.

## Primeros años
Nació el 19 de febrero de 1996 en Oak Ridge, Carolina del Norte,se crio en la ciudad de Greensboro.
Sus padres la expusieron a la música country y Slipknot. Recuerda que se interesó por la música, específicamente el rap, cuando escuchó Arular de M.I.A. a los 10 años, y dice que no escuchó a músicos masculinos hasta los 16 años.
Cuando era adolescente, su familia se mudó a Estonia para los estudios de su padre, y pasó un año allí antes de mudarse nuevamente a Riga, Letonia.
En un momento, fue la única estadounidense de Letonia que asistió a una escuela secundaria pública letona. A los 18 años, se mudó sola a Londres.

## Carrera

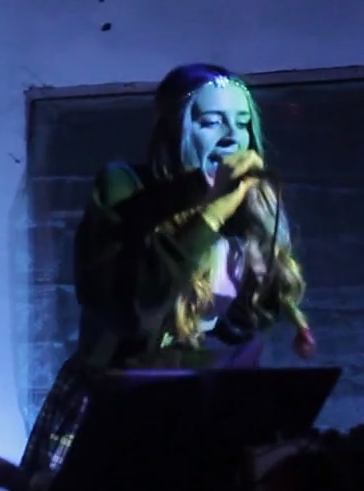
Actuación de Ashnikko en Riga, Letonia en 2014

### Inicios (2016-2019)
Su primera canción, "Krokodil", fue producida por Raf Riley y publicada en SoundCloud en julio de 2016. Lanzó su primer EP, Sass Pancakes, bajo Digital Picnic Records en 2017. El EP fue producido por Raf Riley y cuenta con apariciones de Avelino. El segundo EP de Ashnikko, Unlikeable, fue lanzado en noviembre de 2018. El EP generó los sencillos "Blow", "Nice Girl", "Invitation" con Kodie Shane y "No Brainer".
Lanzó su tercer EP, Hi It's Me, en julio de 2019. El EP fue precedido por el sencillo promocional "Special" y se lanzó junto con la canción principal y el sencillo principal del EP, "Hi It's Me". El segundo sencillo oficial, "Stupid", con Yung Baby Tate, ganó popularidad viral en la plataforma para compartir vídeos TikTok. La canción alcanzó el número uno en la lista Billboard Bubbling Under Hot 100, la lista Billboard Bubbling Under R&B/Hip-Hop y la lista Spotify Viral 50. Otra canción del EP, "Working Bitch", también encontró popularidad en TikTok. Ashnikko se embarcó en una gira por América del Norte apoyando al rapero estadounidense Danny Brown en octubre de 2019. Lanzó el sencillo promocional "Halloweenie II: Pumpkin Spice" en octubre de 2019. Coescribió ocho canciones, dos de las cuales aparece en Brooke Candy en su primer álbum Sexorcism, que se lanzó en octubre de 2019.

### Primeros lanzamientos yDemidevil(2020-presente)
Ashnikko coescribió la canción "Boss Bitch" para la rapera estadounidense Doja Cat, que se incluyó en la banda sonora de Birds of Prey. Antes de la pandemia de COVID-19, Ashnikko planeaba acompañar a Doja Cat en su Hot Pink Tour por Estados Unidos en marzo de 2020 antes de que se cancelara. En marzo de 2020, lanzó el sencillo independiente "Tantrum". Más tarde ese mes, interpretó "Tantrum" en vivo como parte del evento Digital Fader Fort de The Fader. "Cry", con la cantante canadiense Grimes, se lanzó en junio de 2020, junto con un vídeo musical animado.
Después de esto, se lanzó "Daisy" en julio de 2020, y un mes después se lanzó un vídeo musical de la canción en colaboración con Beats by Dre y TikTok. "Daisy" se convirtió en el gran éxito de Ashnikko, y se ubicó a nivel internacional en países como Australia, Bélgica y el Reino Unido. Alcanzó el puesto 24 en la lista de sencillos del Reino Unido, convirtiéndose en su primer éxito en las listas de éxitos y en el top 40 en el Reino Unido. La tercera canción de Halloween de Ashnikko, "Halloweenie III: Seven Days", fue lanzada en octubre de 2020. Fue nominada a Mejor Acto Push en los MTV Europe Music Awards 2020.
"Cry" y "Daisy" aparecen en el mixtape debut de Ashnikko, Demidevil, que fue lanzado el 15 de enero de 2021. "Deal with It" con Kelis y "Slumber Party" con Princess Nokia sirvieron como tercer y cuarto sencillos del mixtape. respectivamente. En apoyo del mixtape, Ashnikko anunció, The Demidevil Tour, que se llevará a cabo en octubre de 2021, con shows en Norteamérica, Reino Unido e Irlanda.

## Estilo musical
Su rango vocal es de mezzosoprano. Su estilo musical ha sido descrito por los críticos como una fusión de varios géneros, incluyendo pop, hip hop, indie pop, bubblegum pop, indie rock, pop alternativo, punk y rock alternativo. Ella describió su estilo de música como "música enojada, punk, hip hop, chica triste, feminista, chicle, caca", y ha aclarado que su música no tiene la intención de ser cómica o basada en parodias.
Ashnikko es conocida por su moda callejera inspirada en Tokio. También es conocida por su cabello azul único, que originalmente es castaño. En el vídeo de "Nice Girl" y algunos de sus primeros vlogs, tiene el pelo verde pastel. En el vídeo musical de "Daisy" lo tiene amarillo, rosa y rojo.
Ha citado como influencias musicales a M.I.A., Gwen Stefani, Lil' Kim, Björk, Paramore, Avril Lavigne, Nicki Minaj, Missy Elliott, Dolly Parton, Janis Joplin y Joan Jett, y ha declarado que su canción favorita es "Bossy" de Kelis. También ha mencionado a Doja Cat, Grimes, Tierra Whack, Rico Nasty, Princess Nokia, Kim Petras y Charli XCX como sus "compañeras" y artistas a los que "realmente respeta".

## Vida personal
En junio de 2019, dijo ser bisexual. En una entrevista de 2020, aclaró que es pansexual.Finalmente, en mayo de 2021, se declaró de género fluido a través de una publicación en Twitter, diciendo que "no me sentía preparada para decírselo a Internet todavía, pero supongo que ahora es un buen momento, ya que todo el mundo está haciendo una disección sobre mi sexualidad y mi identidad de género". Usa pronombres ella/-a y elle/-e.

### Activismo
Ashnikko se ha descrito a sí misma como feminista y ha atribuido el descubrimiento del feminismo interseccional a Tumblr cuando era adolescente como un punto de inflexión para sí misma como persona. Ha hablado de varios temas de justicia social, como la comercialización del feminismo en noviembre de 2019, mientras defendía a las víctimas de la brutalidad policial a través de las redes sociales.

## Discografía
Mixtapes
- Demidevil (2021)

Álbumes
- WEEDKILLER (2023)